# Campionati mondiali juniores di bob 1996
I Campionati mondiali juniores di bob 1996, decima edizione della manifestazione organizzata dalla Federazione Internazionale di Bob e Skeleton, si sono disputati a Cortina d'Ampezzo, in Italia, sull'omonima pista olimpica (dal 2003 intitolata al pluricampione olimpico e mondiale Eugenio Monti), il tracciato sul quale si svolsero le competizioni del bob ai Giochi di Cortina d'Ampezzo 1956 e le rassegne iridate juniores del 1991 e del 1993. La località veneta sita ai piedi delle Dolomiti ha quindi ospitato le competizioni mondiali di categoria per la terza volta nel bob a due uomini e nel bob a quattro.

## Risultati

### Bob a due uomini
La gara si è disputata nell'arco di due manches.
| Pos. | Atleti                       | Nazione  |
| ---- | ---------------------------- | -------- |
|      | Stephan Bosch Udo Lehmann    | Germania |
|      | André Lange Christoph Heyder | Germania |
|      | nd                           | nd       |
| ...  | ...                          | ...      |

### Bob a quattro
La gara si è disputata nell'arco di due manches.
|     | Stephan Bosch Udo Lehmann Andre Zill Ingo Seibert           | Germania |     |     |
|     | André Lange Christoph Heyder Lars Behrendt Magnus Knigge    | Germania |     |     |
|     | René Spies Volker Plass Christoph Bartsch Michael Liekmeier | Germania |     |     |
| ... | ...                                                         | ...      | ... | ... |

## Medagliere
| Posizione | Nazione  | Oro | Argento | Bronzo | Totale |
| --------- | -------- | --- | ------- | ------ | ------ |
| 1         | Germania | 2   | 2       | 1      | 5      |
| Totale    | Totale   | 2   | 2       | 1      | 5      |